# Pieśń o 1848 roku
Pieśń o 1848 roku – pieśń ludowa o charakterze patriotyczno-żołnierskim z powiatu wrzesińskiego w Wielkopolsce. Powstała prawdopodobnie jeszcze w 1848 na pamiątkę powstania wielkopolskiego i działań zbrojnych prowadzonych w tym rejonie przez polskich powstańców.

## Tekst pieśni
Prosta droga z Sokołowa,
tam pod Wrześnią wieś.
Gdzie biliśmy tego wroga,
za tę polską cześć.
Grały działa, brzmiały kosy,
wielka chmara kul.
Nasi strzelcy niby osy,
bili wroga z pól.
Oj z pól polskich Sokołowa,
oj uciekał wróg.
Gdyby jeszcze Bóg dał wojnę,
biłbym dalibóg